# Proguanil
Proguanilul (denumit și cloroguanidă) este un antimalaric derivat de biguanidă, fiind utilizat în tratamentul unor forme de malarie. Calea de administrare disponibilă este cea orală.
Molecula a fost studiată începând cu anul 1945. Se află pe lista medicamentelor esențiale ale Organizației Mondiale a Sănătății. În unele state este disponibilă în asociere cu atovaquonă.
Proguanilul este utilizat în tratamentul și profilaxia infecțiilor cu Plasmodium falciparum și Plasmodium vivax. Mecanismul de acțiune este inhibarea dihiidrofolat-reductazei, care este necesară pentru ciclul de reproducere al parazitului. Acțiunea farmacologică este conferită de metabolitul activ al acestuia, cicloguanilul, fiind așadar un promedicament.